# 台湾拟鲿
台湾拟鲿又名台灣鮠、臺灣鮠、臺灣擬鱨、三角鉤、三角姑（学名：Pseudobagrus taiwanensis）为輻鰭魚綱鯰形目鮠科拟鲿属的鱼类，是台灣特有种。

## 分布
本魚只分布于台湾日月潭等。该物种的模式产地在台湾日月潭。

## 深度
水深0至10公尺。

## 特徵
本魚體延長，前部為圓筒形，後部側扁，尾柄略低。頭中大，眼略小，口大且下位，上頷較下頷突起，頭部具4對觸鬚，鰓裂寬大。體皆無鱗，第一背鰭及胸鰭棘呈粗壯的硬刺，其後緣具有鋸齒。胸鰭基部上方具有一肩骨，尾鰭略呈叉形，上下葉呈圓弧形。體色為褐色或灰黑色，各魚鰭皆為灰褐色，無任何斑點，體長可達20公分。

## 生態
本魚棲息在河流中下游，屬肉食性，以水生昆蟲等為食。

## 經濟利用
可做為食用魚。